# Глек

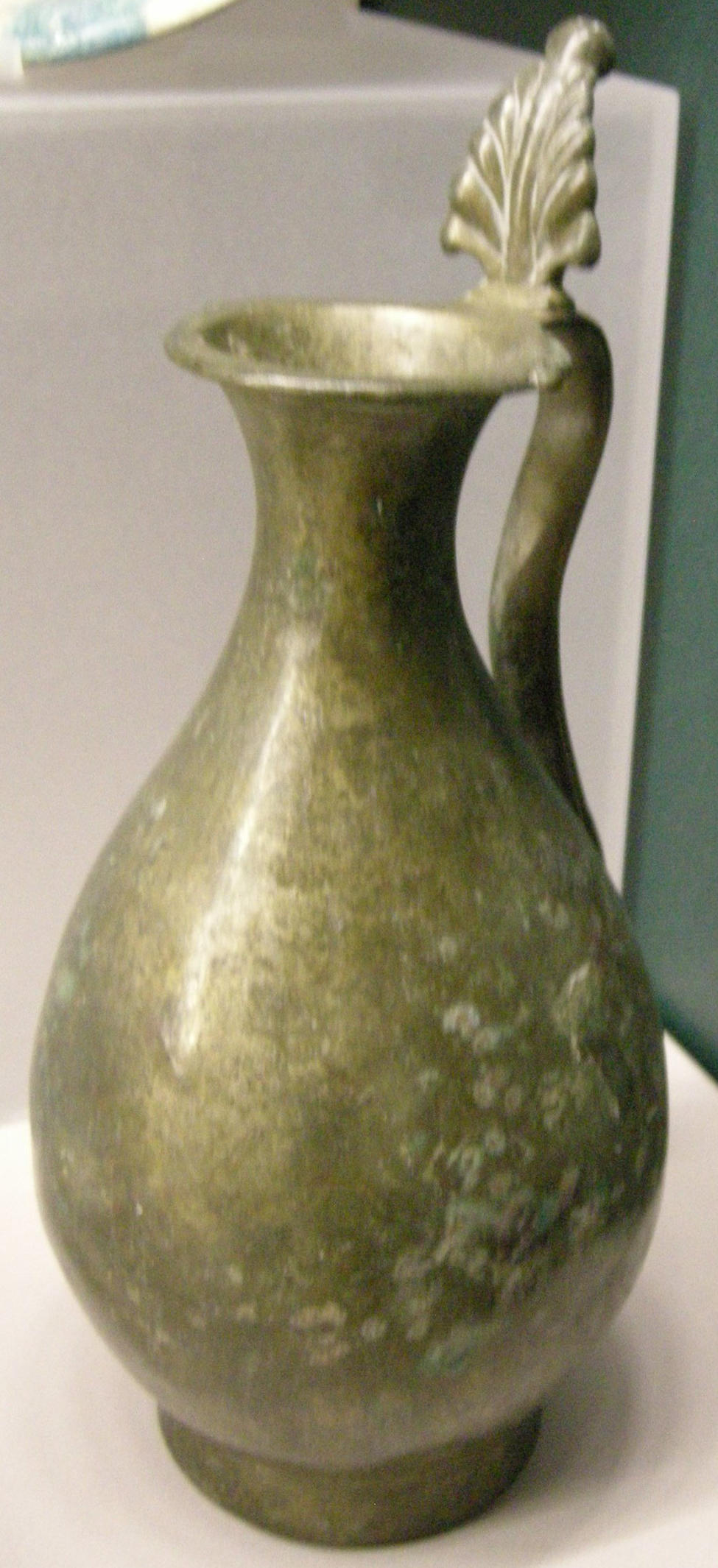
Іранський бронзовий глек

Глек, зменшувальна форма гле́чик — висока кругла посудина з вушком (рідше без вушка) для зберігання рідин, головним чином, молочних продуктів (молока, сметани тощо). Може бути як керамічним, так і металевим (бронза, луджена мідь). Залежно від призначення, розрізняється розміром і формою. Незамінний атрибут українського сільського побуту. У різних країнах глечик має різну назву і дизайн.

## Назва

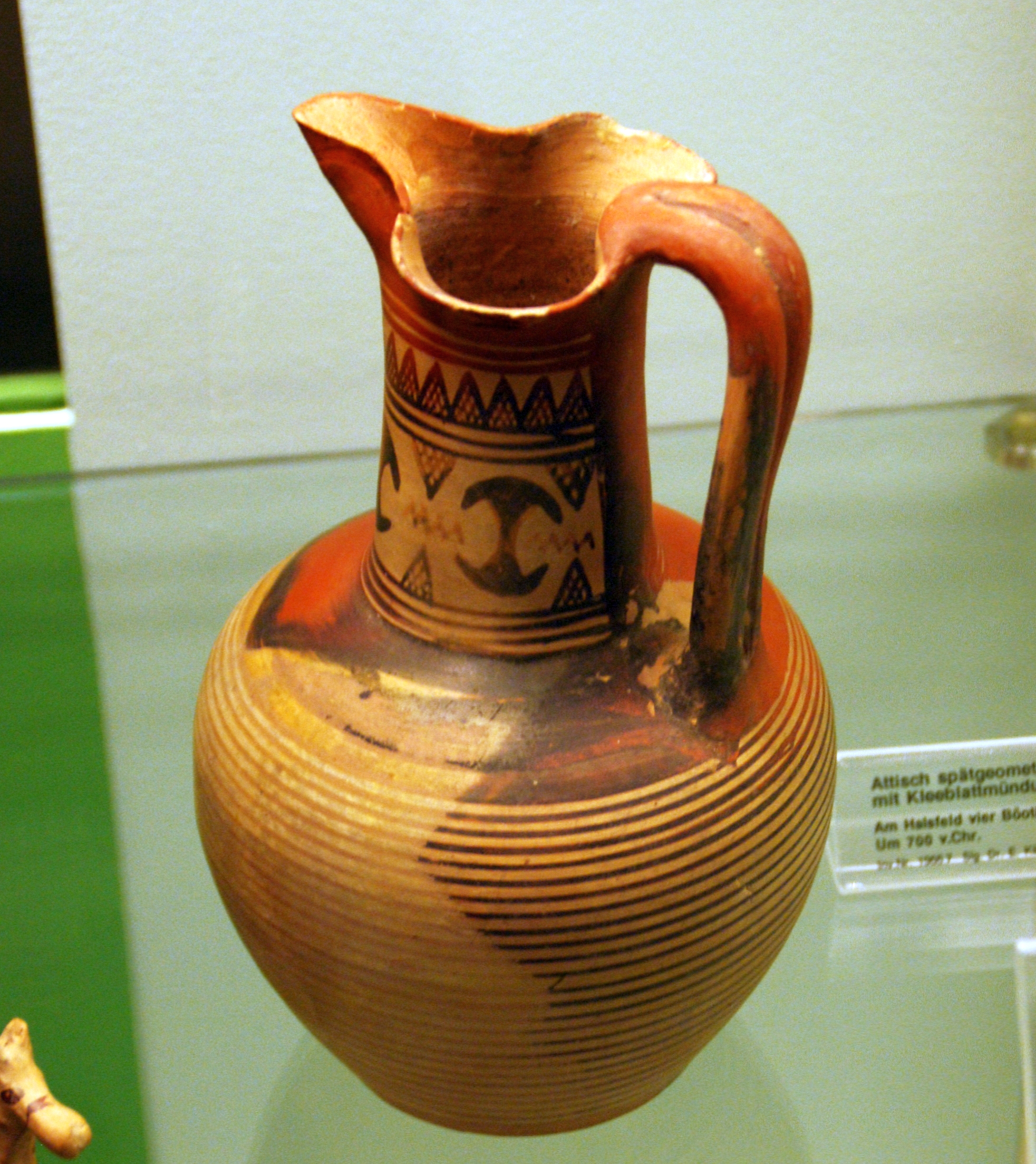
Давньогрецький глечик. Близько 700 р. до н. е.

Слово «глек» походить від прасл. *gъlьkъ, *gъlьcь, поширеного в східнослов'янському мовному ареалі й утвореного від загальнопраслов'янського *gъlъ. Вважається спорідненим з грец. γαυλος («глек»), ісл. kjoll, дав.-англ. ceol, дав.-в.-нім. і дав.-н.-нім. kiol («корабель»). Східно-праслов'янські й германські назви або виводяться від праіндоєвроп. кореня *geu, або вважаються запозиченими з семітських мов. Малопереконливе пов'язання з прасл. *glъtati («глитати», «ковтати»), *glьjь («глей»).
У деяких діалектах глечик відомий як кувшин, гладу́н, глади́шка. Слово кувшин, очевидно, має балтійське походження: від лит. *kaušinas — «великий ківш», утвореного від kaušas, від якого також походить і укр. ківш.

## Призначення
Залежно від позначення глечика він може називатися:
- Гладушка, гладишечка, гладущик[8][9] — глечик без ручки (вушка); використовувався для тримання молока, води;
- Глек, гладиш, гладуш, гладун — найбільший глечик; використовувався для зберігання води, сирівцю, молока.

Виготовляли також спеціального призначення глечики. Глечик для вареної — красиво оздоблена, полив'яна ритуальна посудина; він використовувався для розливання хмільних напоїв під час родинних та календарних обрядів.
До поширення водопроводу глечики використовували разом з тазами замість умивальників. Для цього також вживали підвісні глеки — рукомиї.

## Форма
Опішнянські видовжені глечики для молока мають плавне звужування доверху (зручно для збирання відстояних вершків). Здебільшого шийка опішнянського глечика зроблена без різко обмежених плечиків і плавно переходить в корпус глечика, який звужуючись, закінчується досить широкою стійкою основою. Вироблявся в Опішні також і більш «парадний» тип глечиків з багатим орнаментом.

Опішнянські глечики
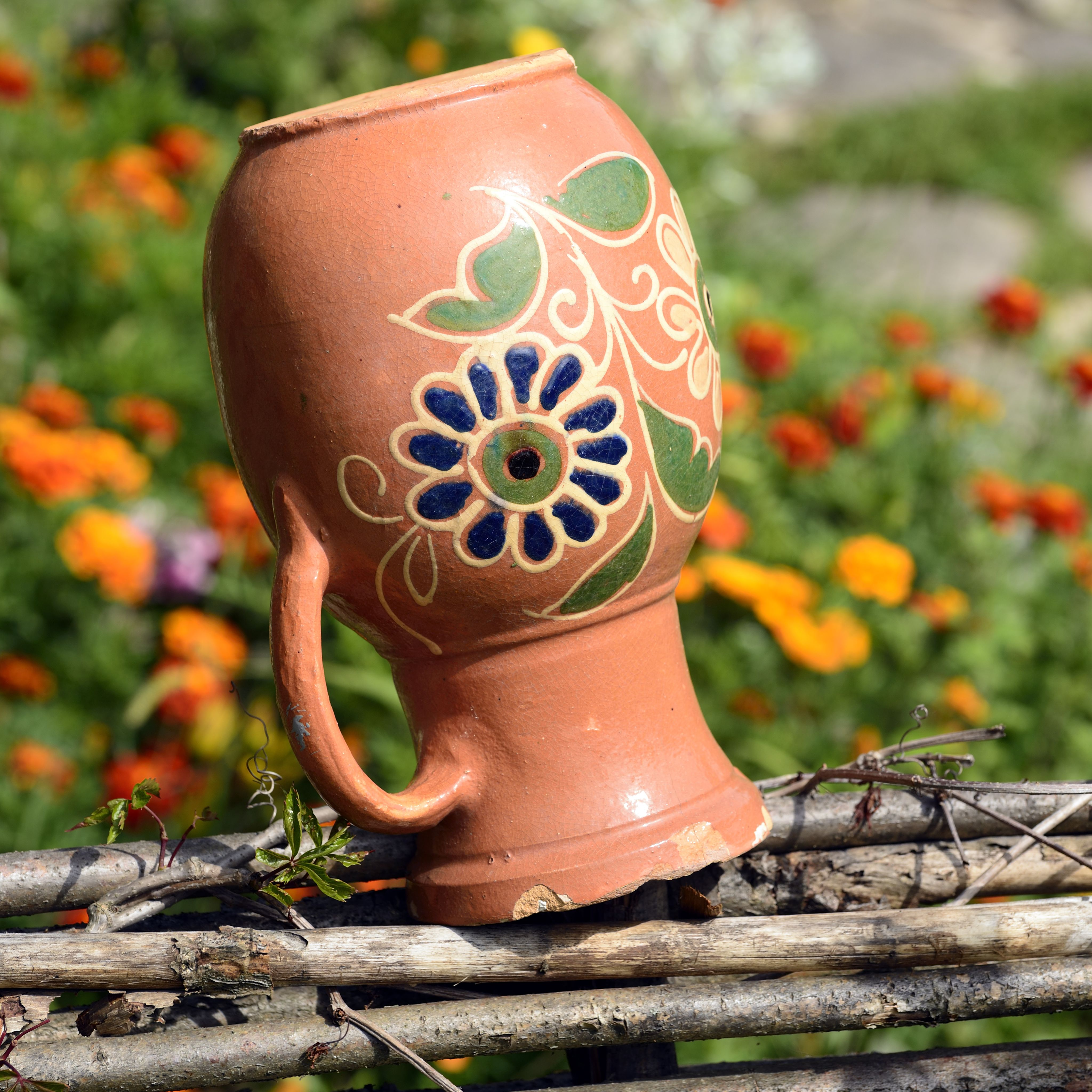
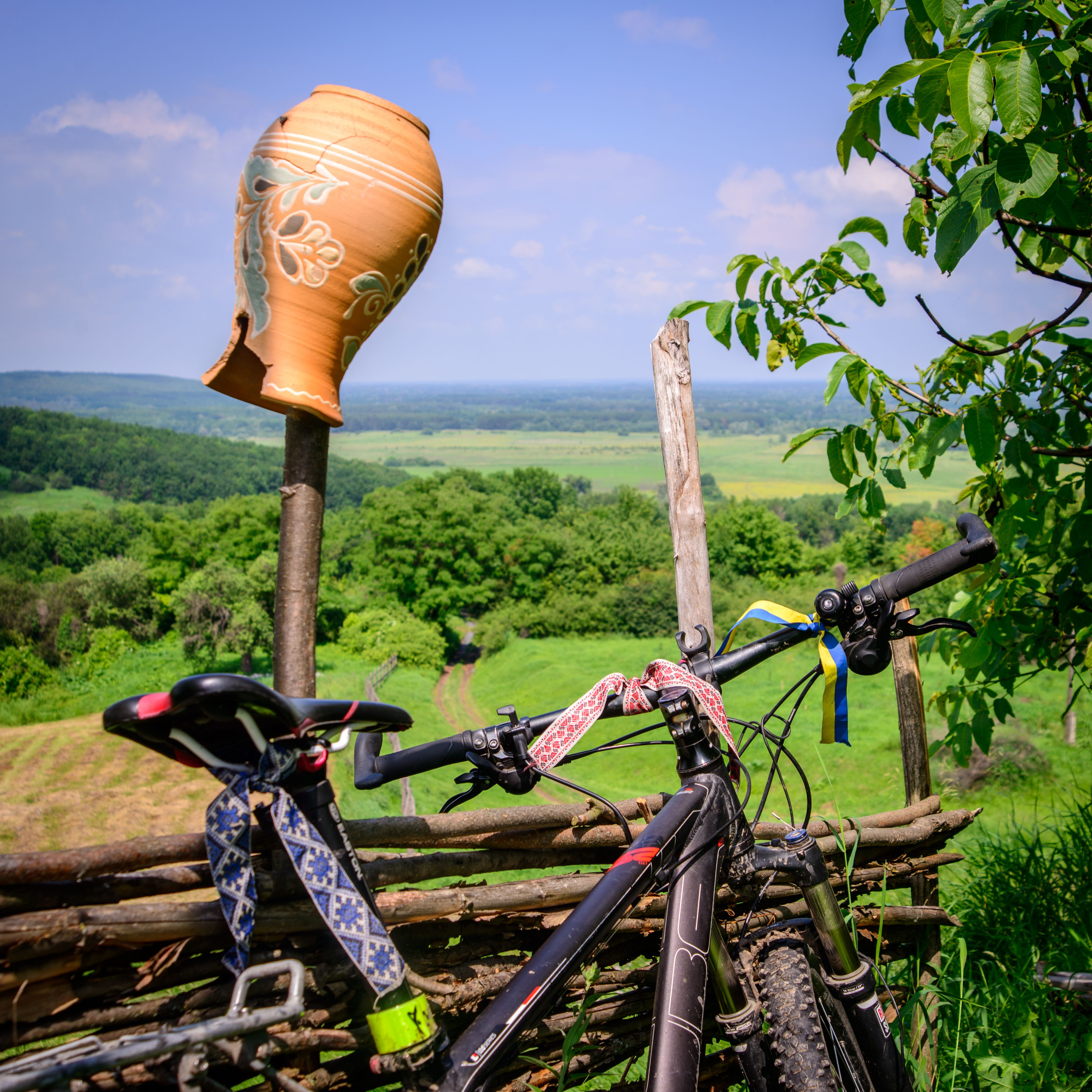
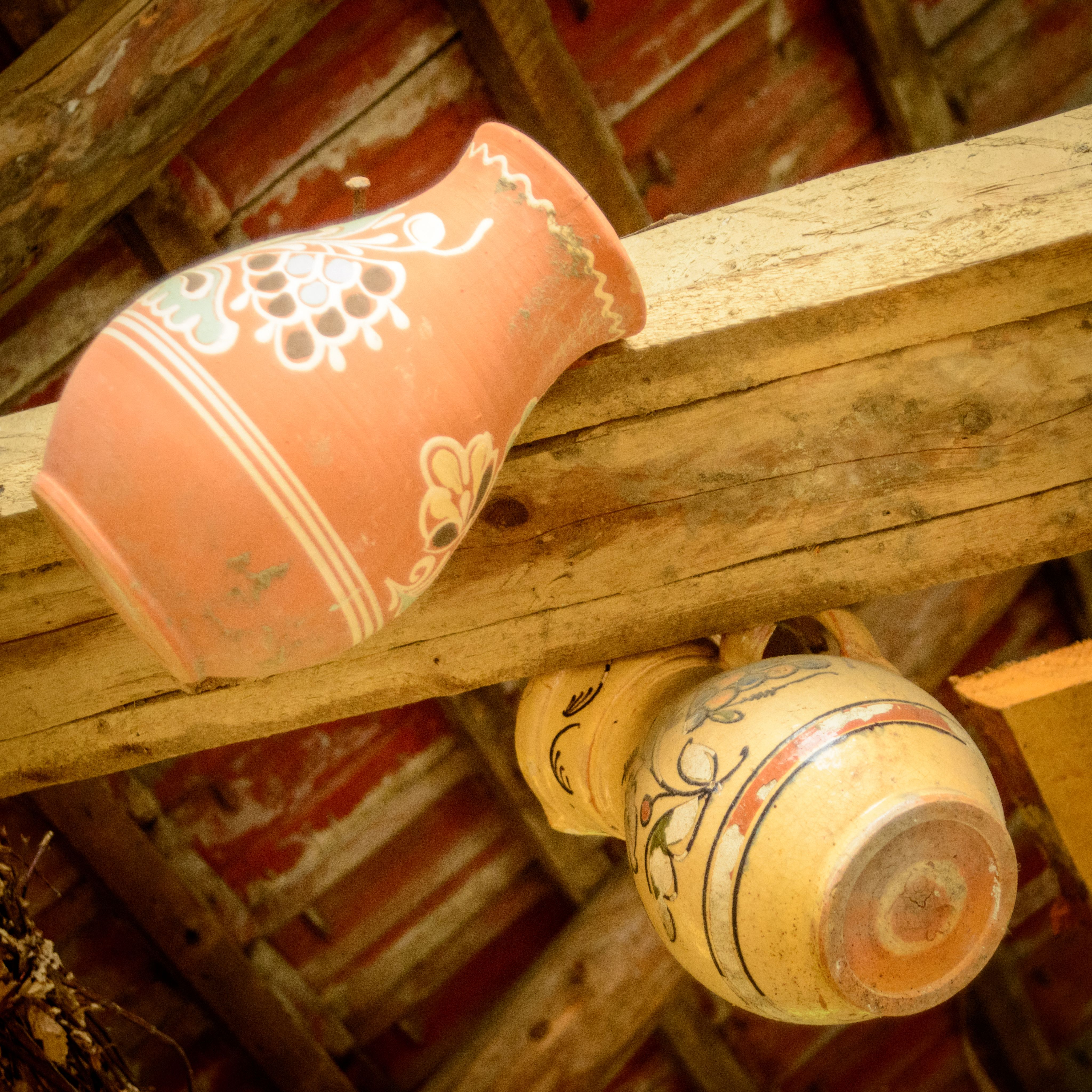

## Різновиди глеків
- Афтафа — глечик з довгим носиком, використовуваний мусульманами для омивання
- Квеврі — грузинський глиняний глек великих розмірів для виробництва вина.
- Куманець
- Кумган — вузькогорлий азійський глек
- Ойнохоя — давньогрецький глечик

## Галерея

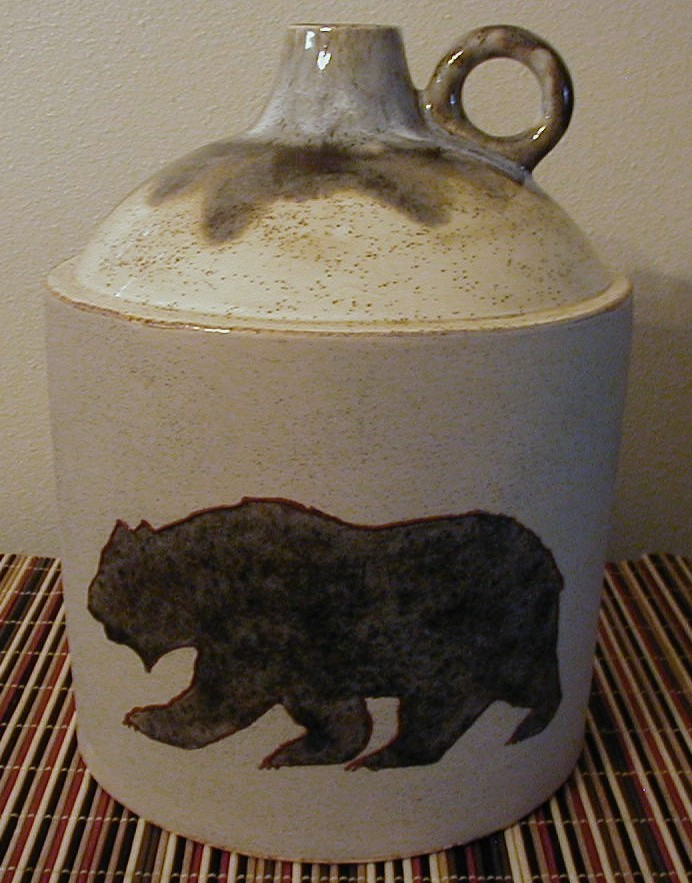
Кам'янковий глек для віскі
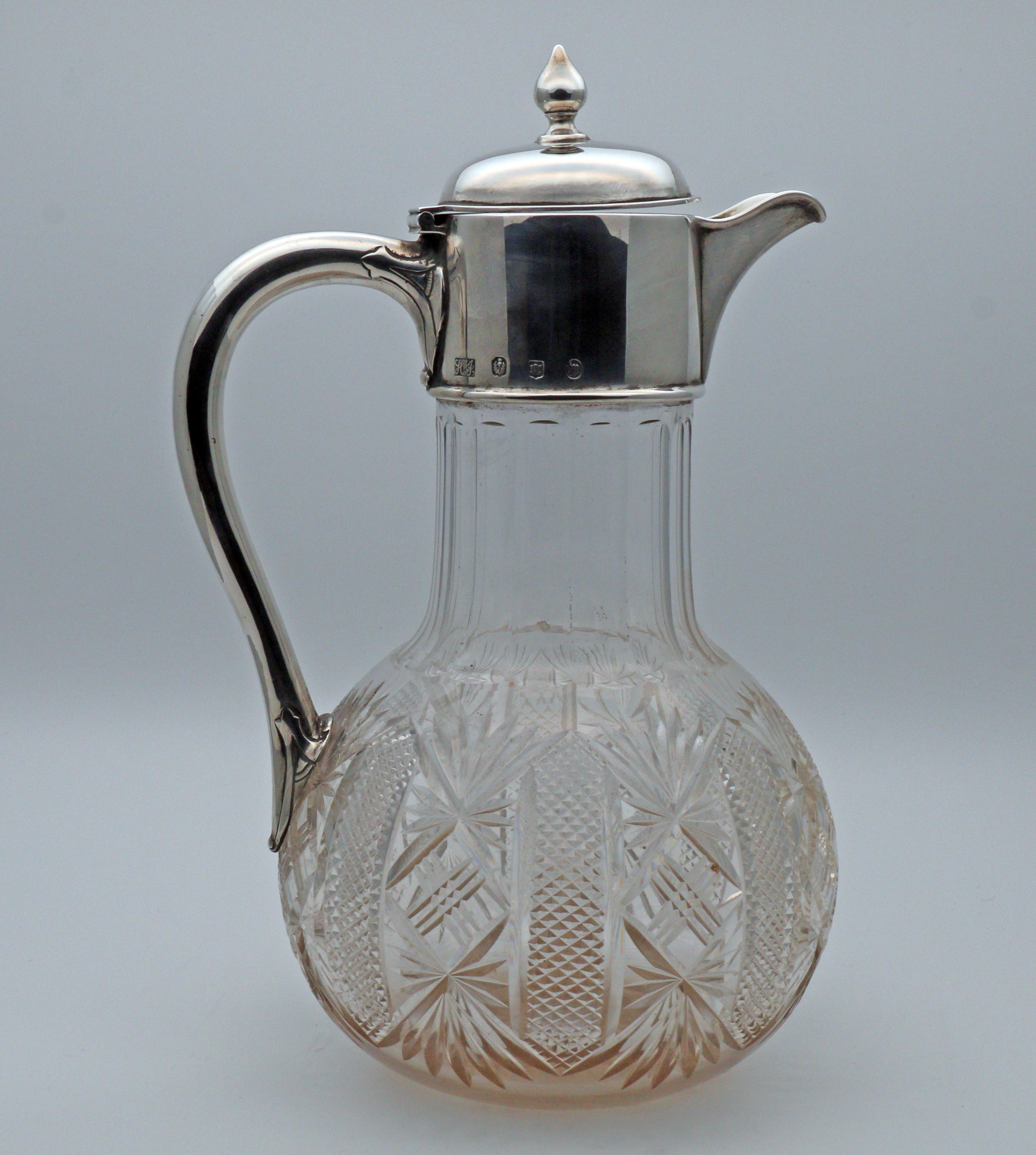
Срібний глек для кларету фірми Hamilton and Inches, Единбург, 1902 р.
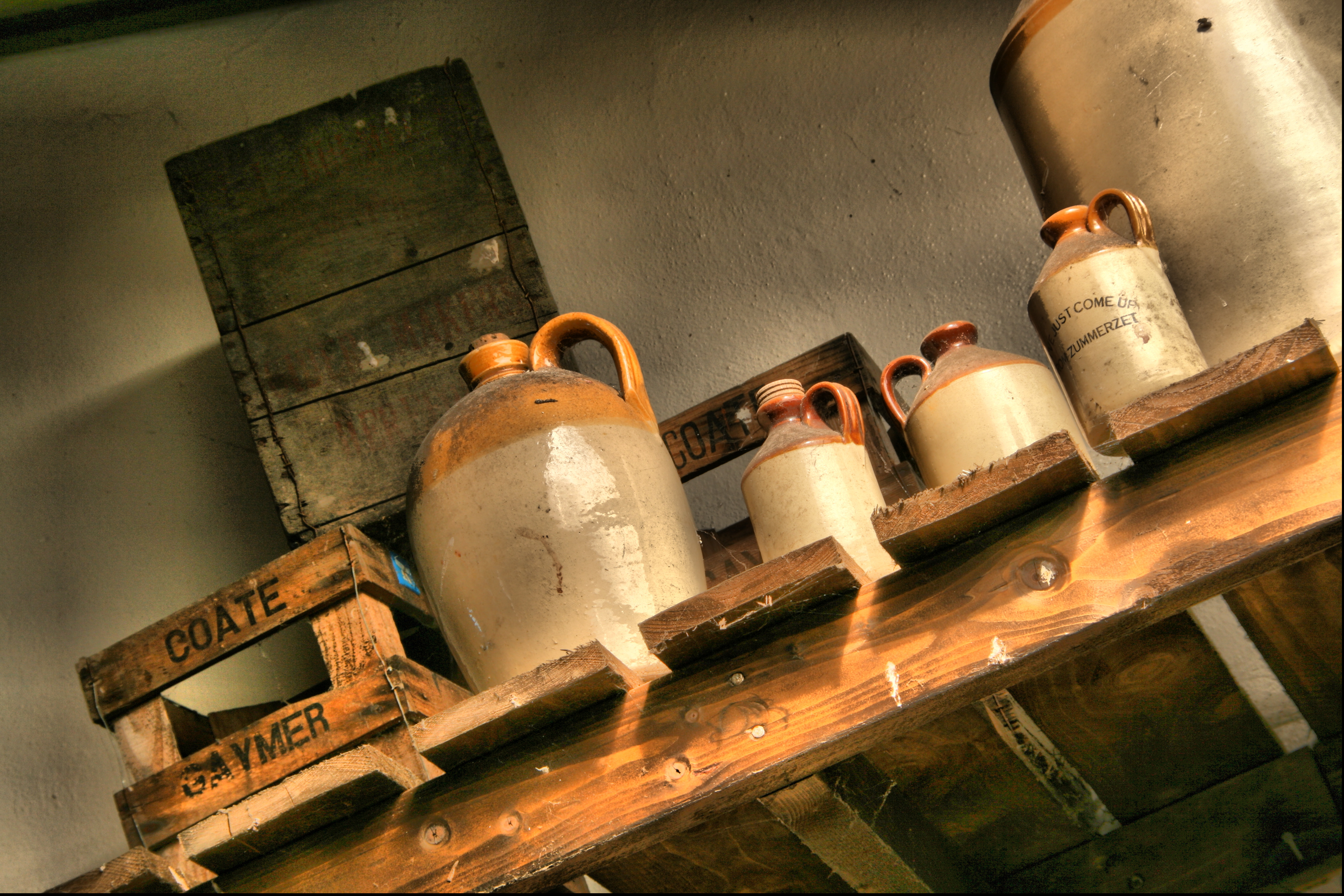
Глеки для сидру, Сомерсет
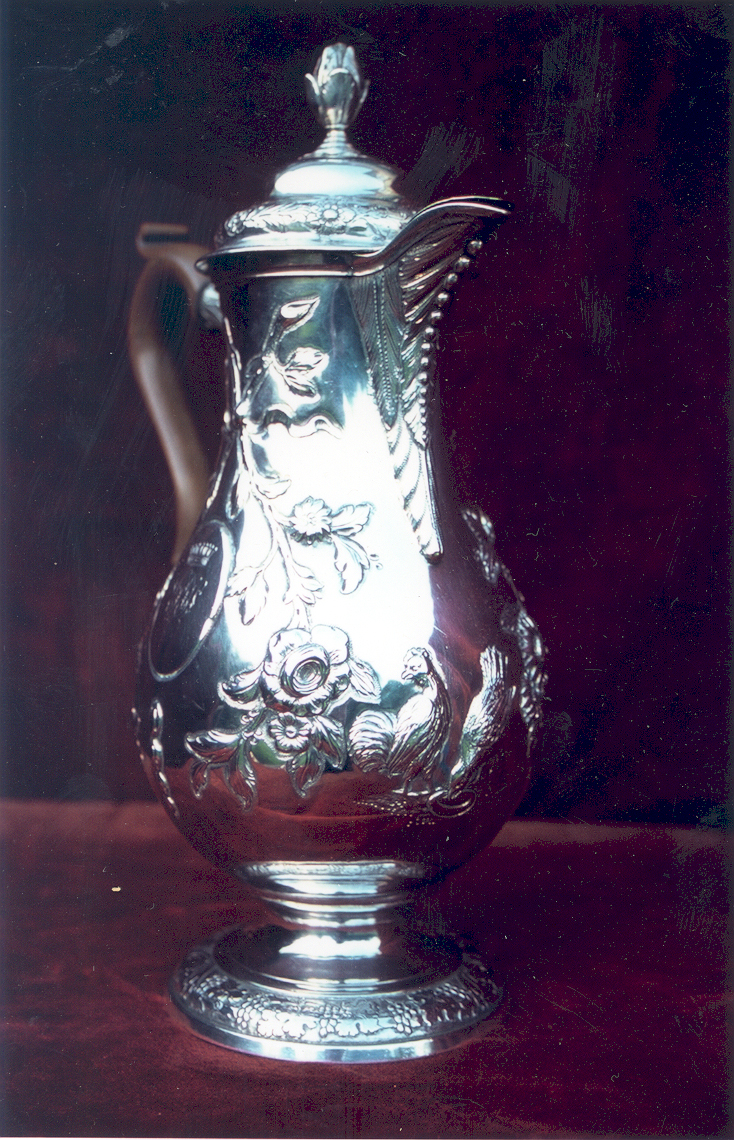
Срібний глек для гарячої води
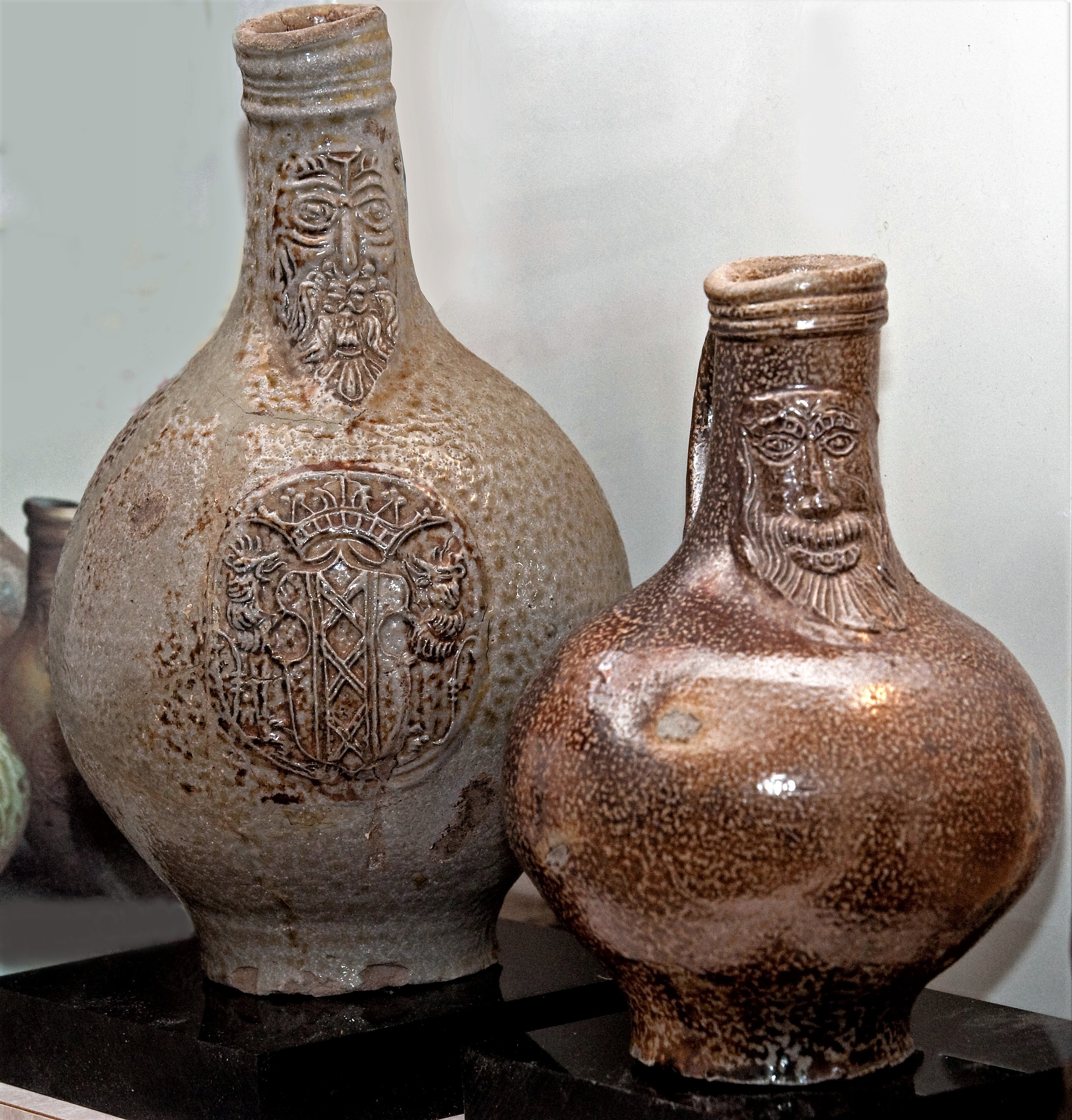
Німецькі глеки з бородачами, XVII ст.
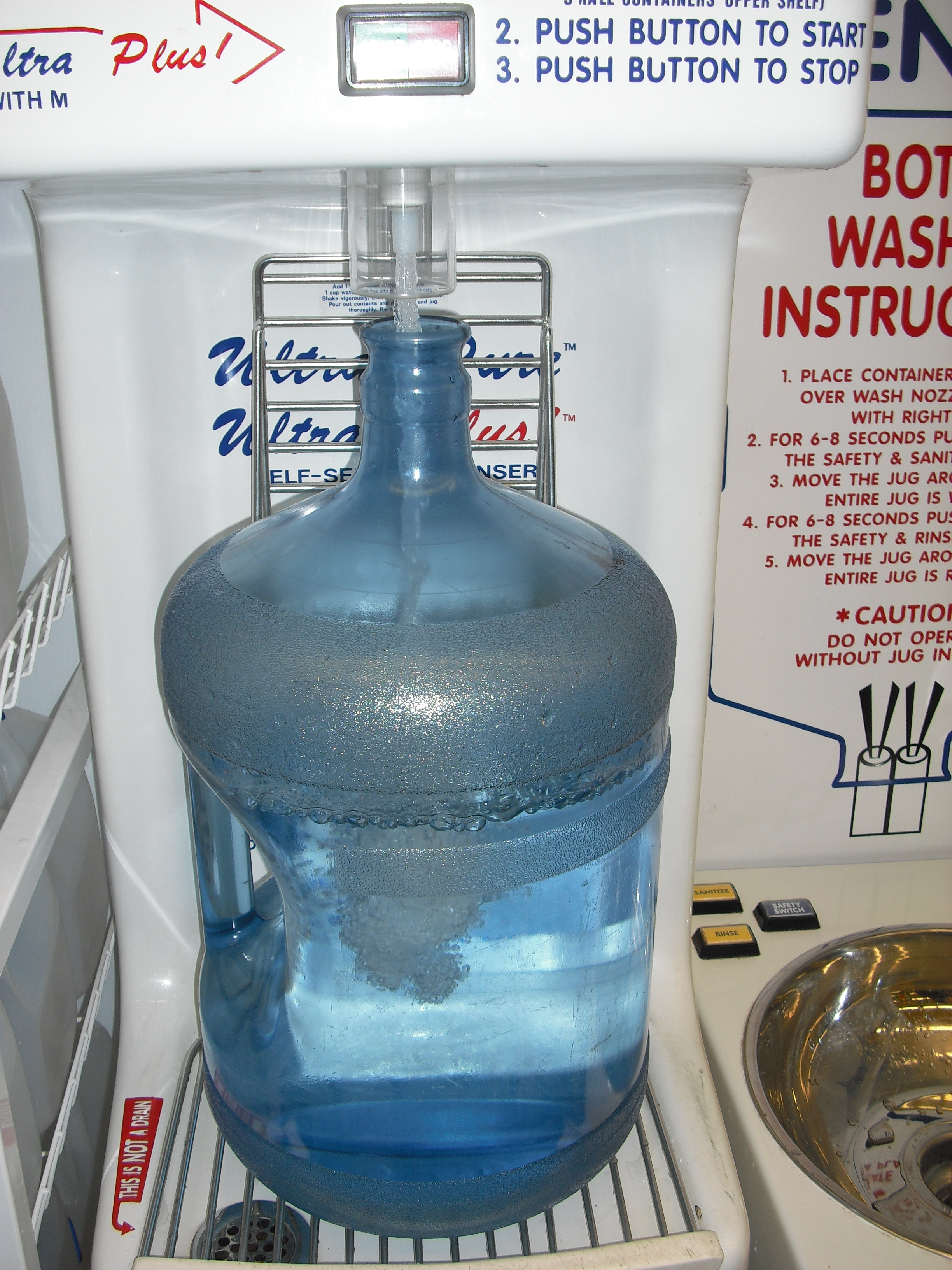
Бутель-глек для фасованої води
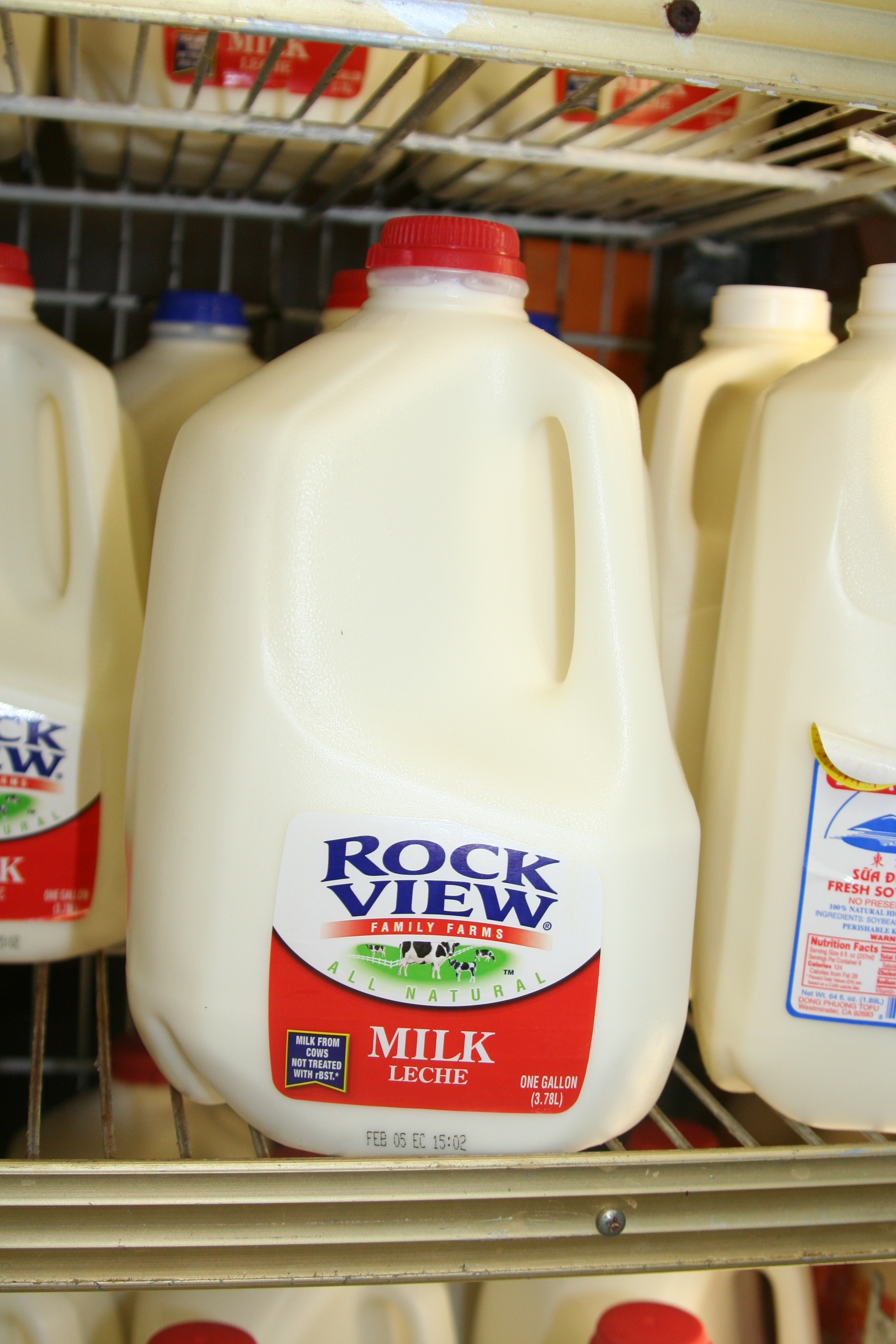
Пластикова молочна пляшка («молочний глечик»)
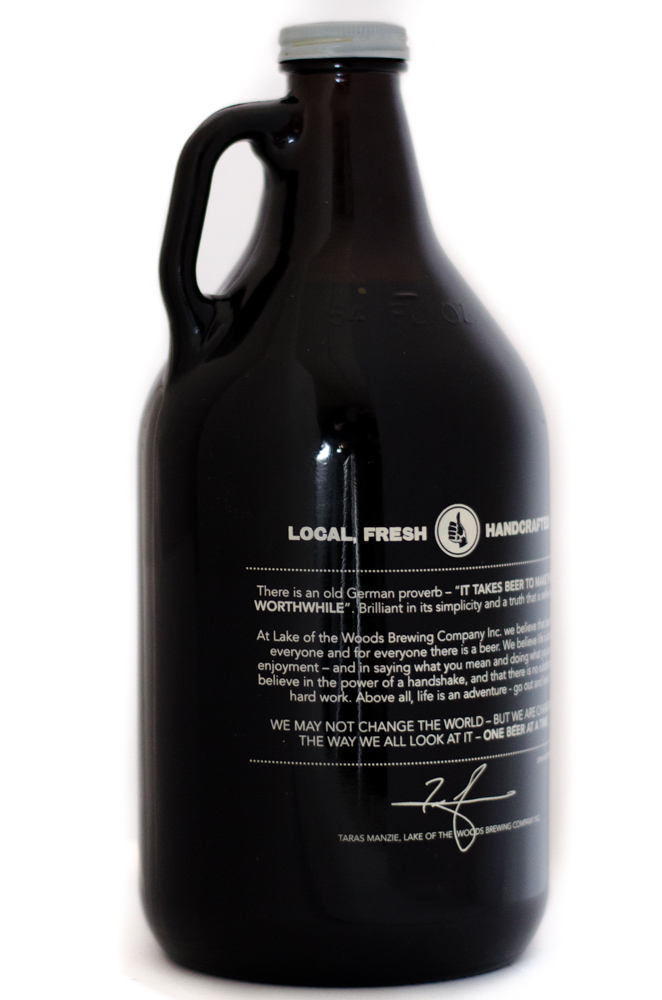
Пивна пляшка «гроулер» чи «глечик»
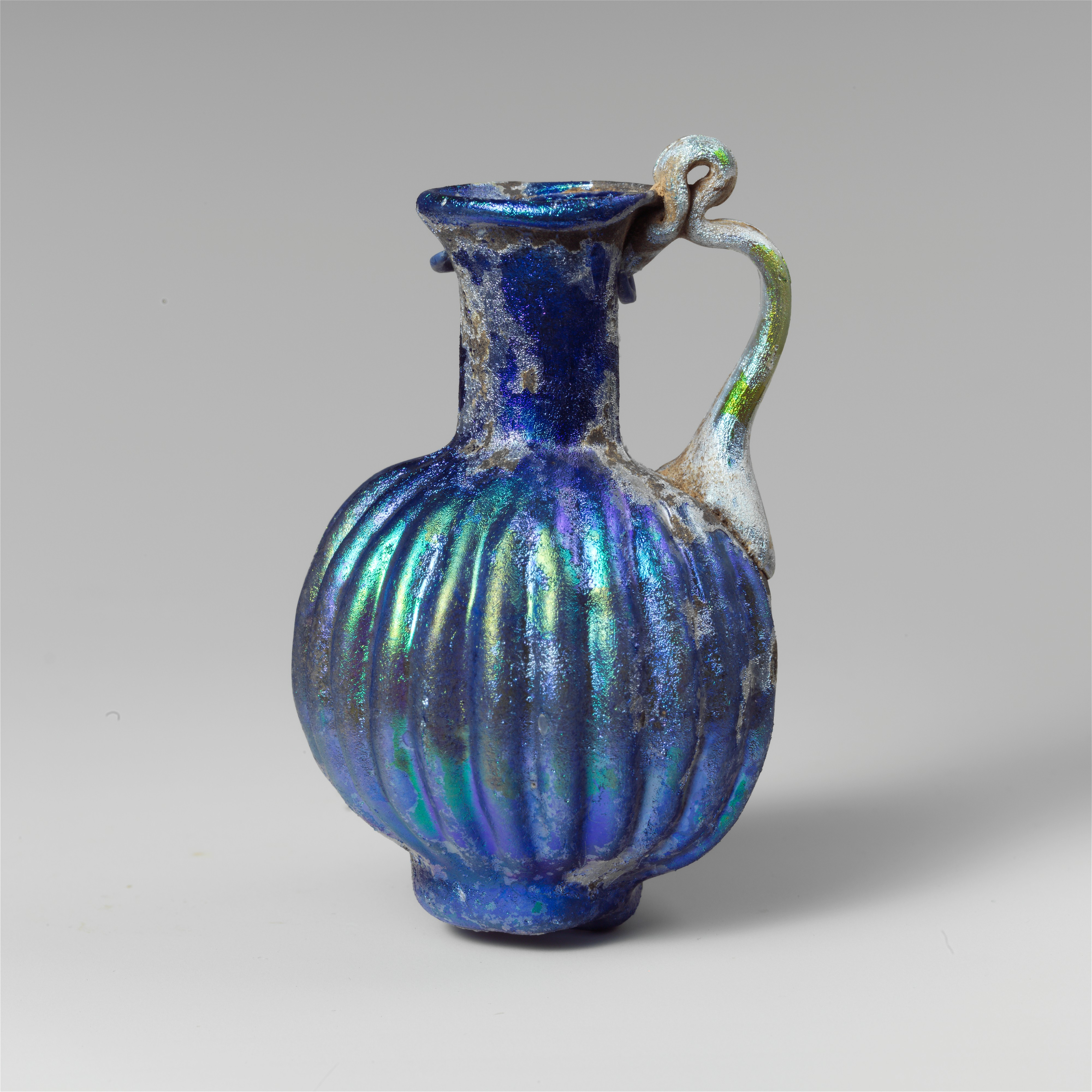
Римський глечик з вертикальним рифленням. 2-га половина I ст. н. е.
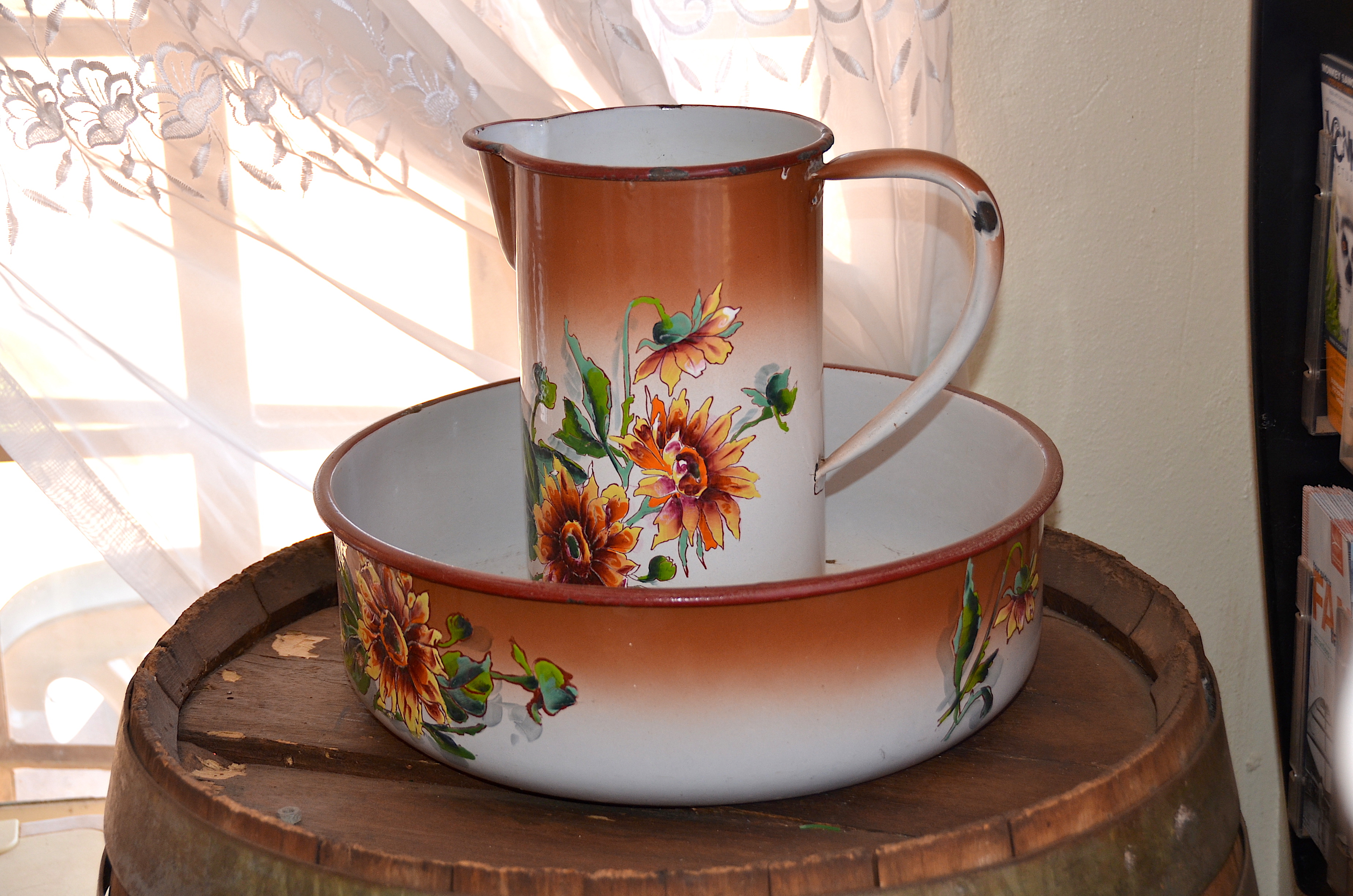
Емальовані умивальний тазик і глек
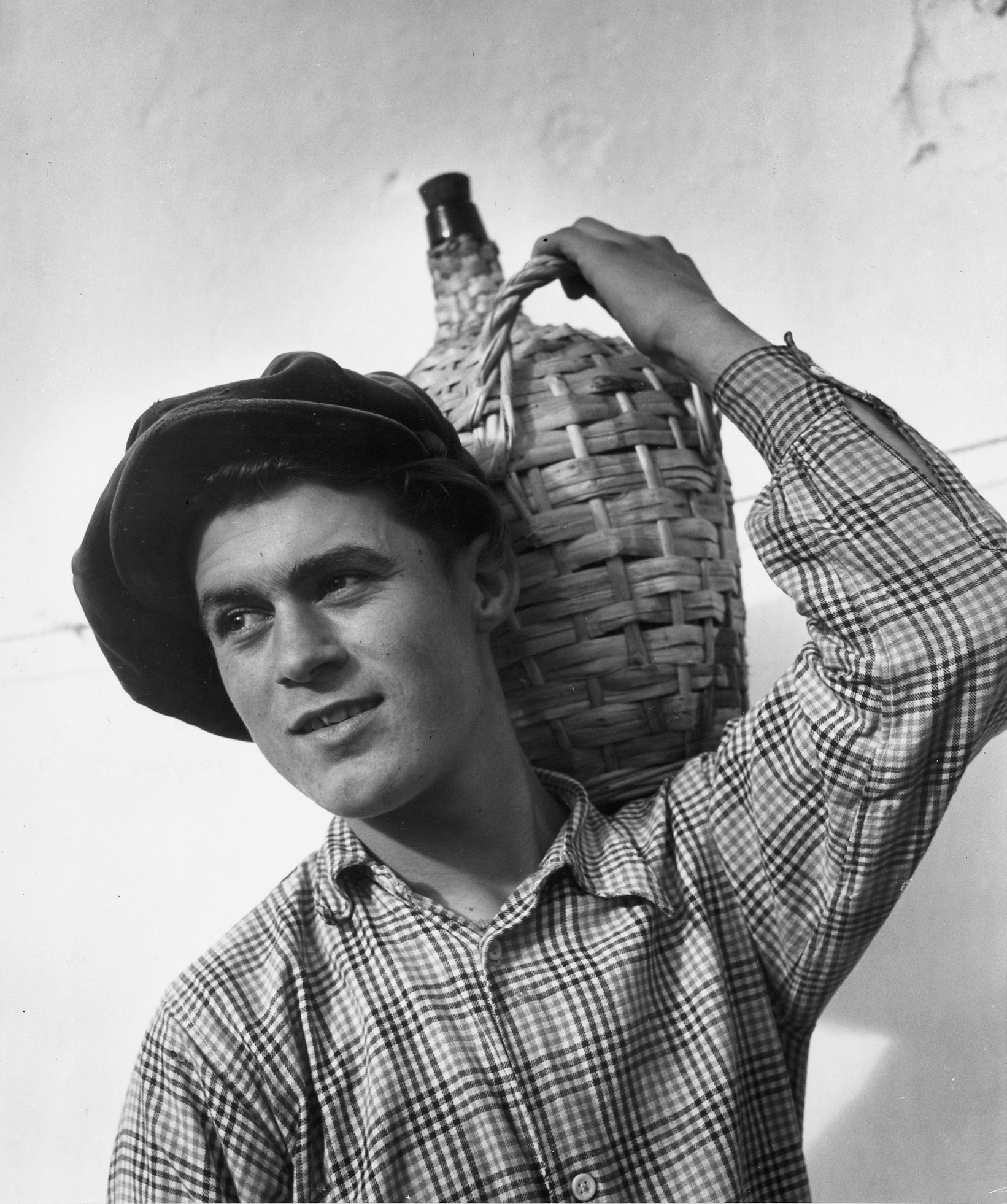
Чоловік з глеком, Португалія, 1950 р.
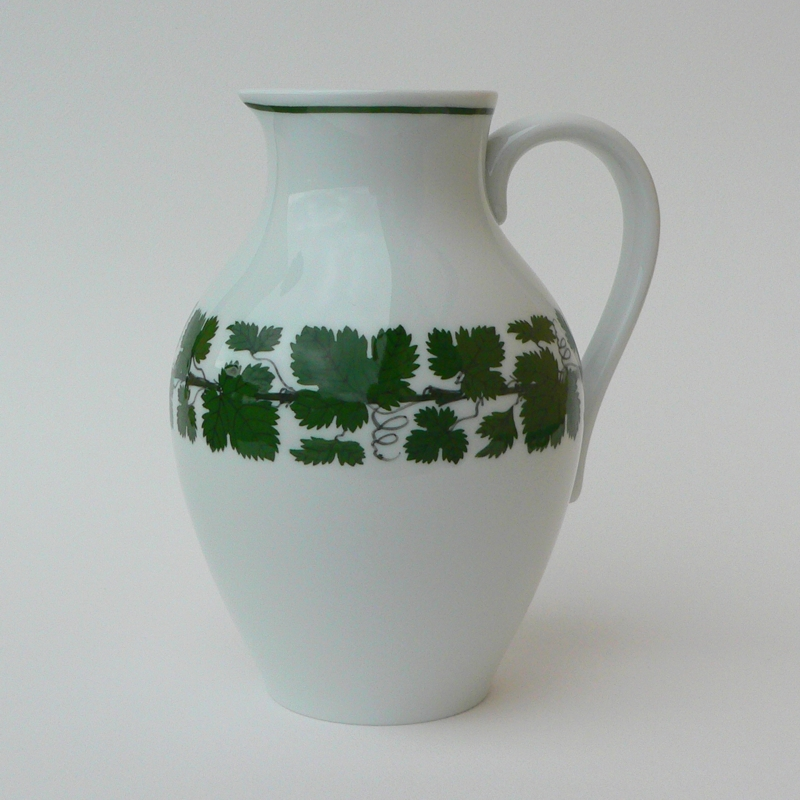
Емальований глек з візерунком з виноградного листя
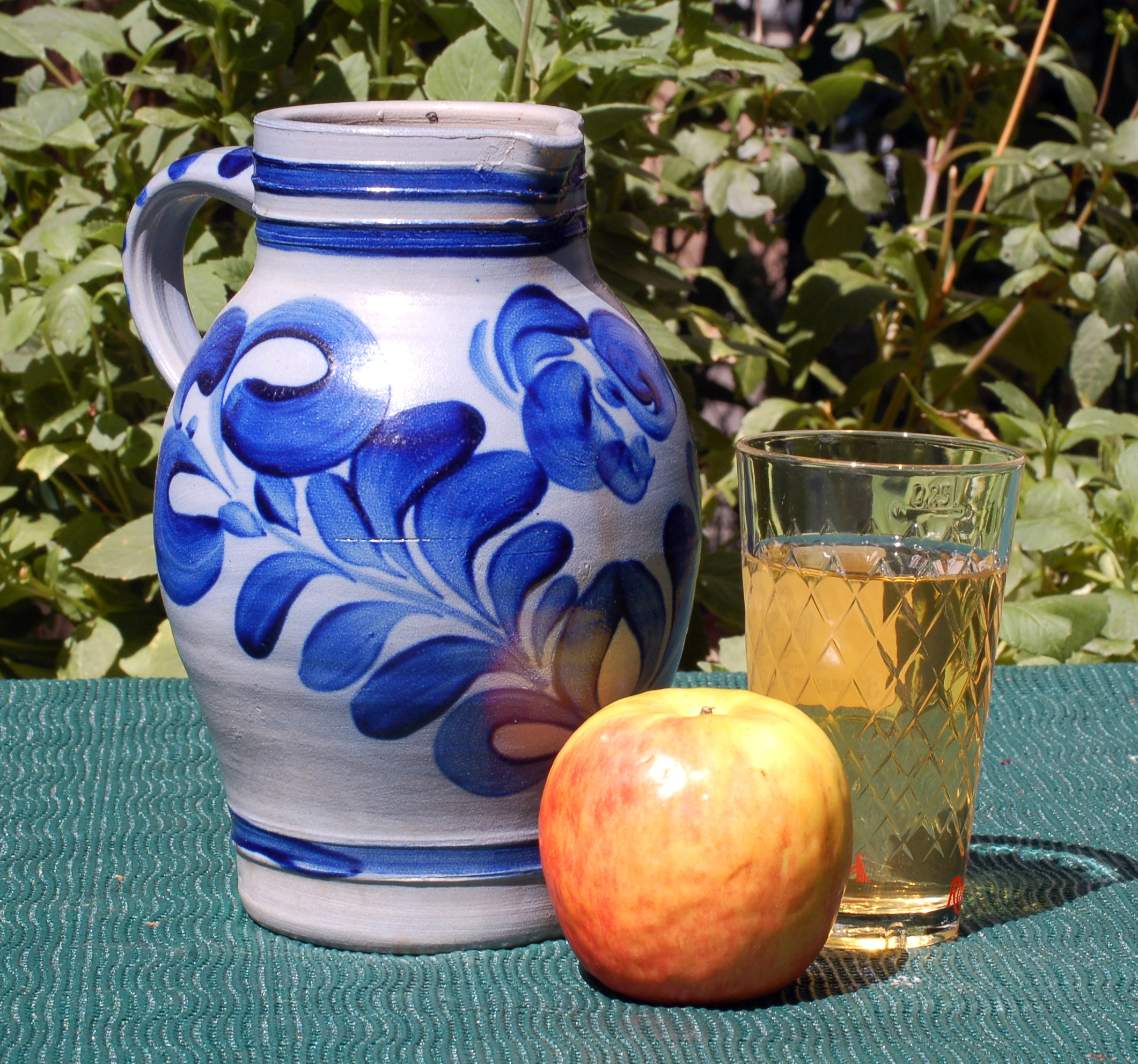
Керамічний глек
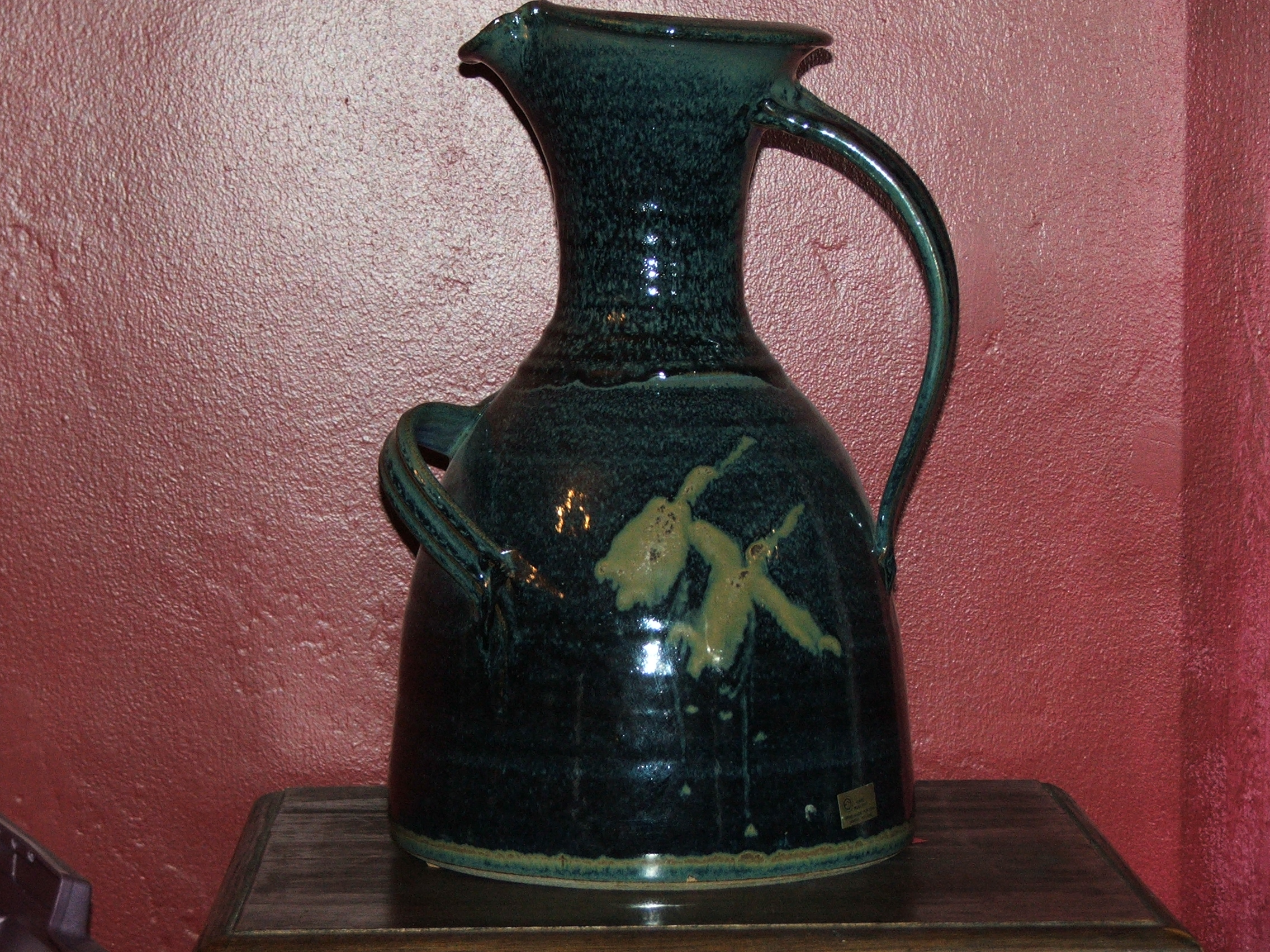
Ірландські керамічні глеки
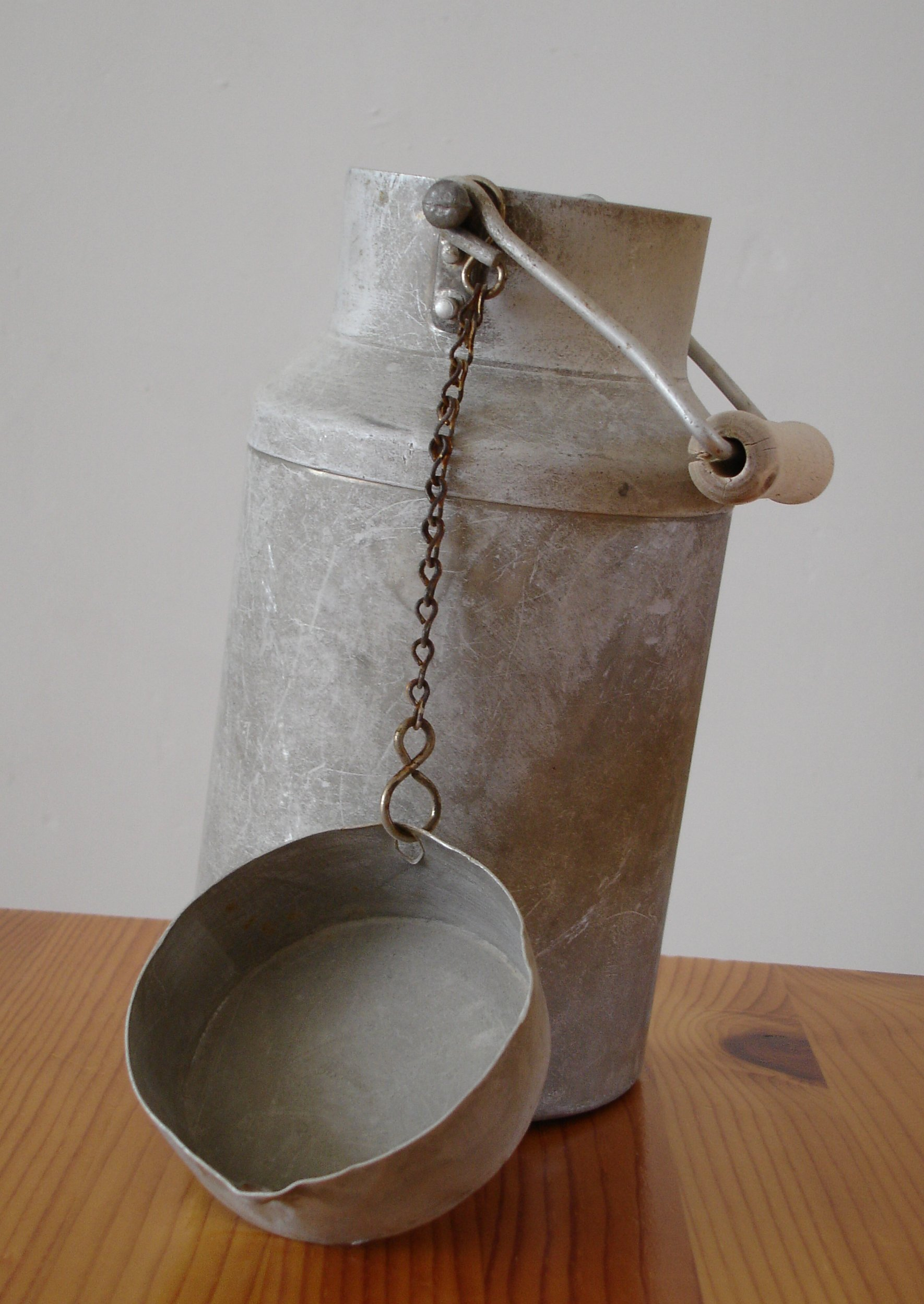
Молочний глек
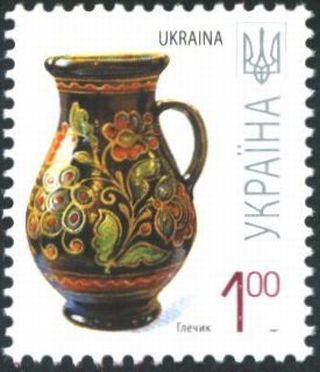
Поштова марка "Глечик, 1 грн.", Пошта України, 2007 рік
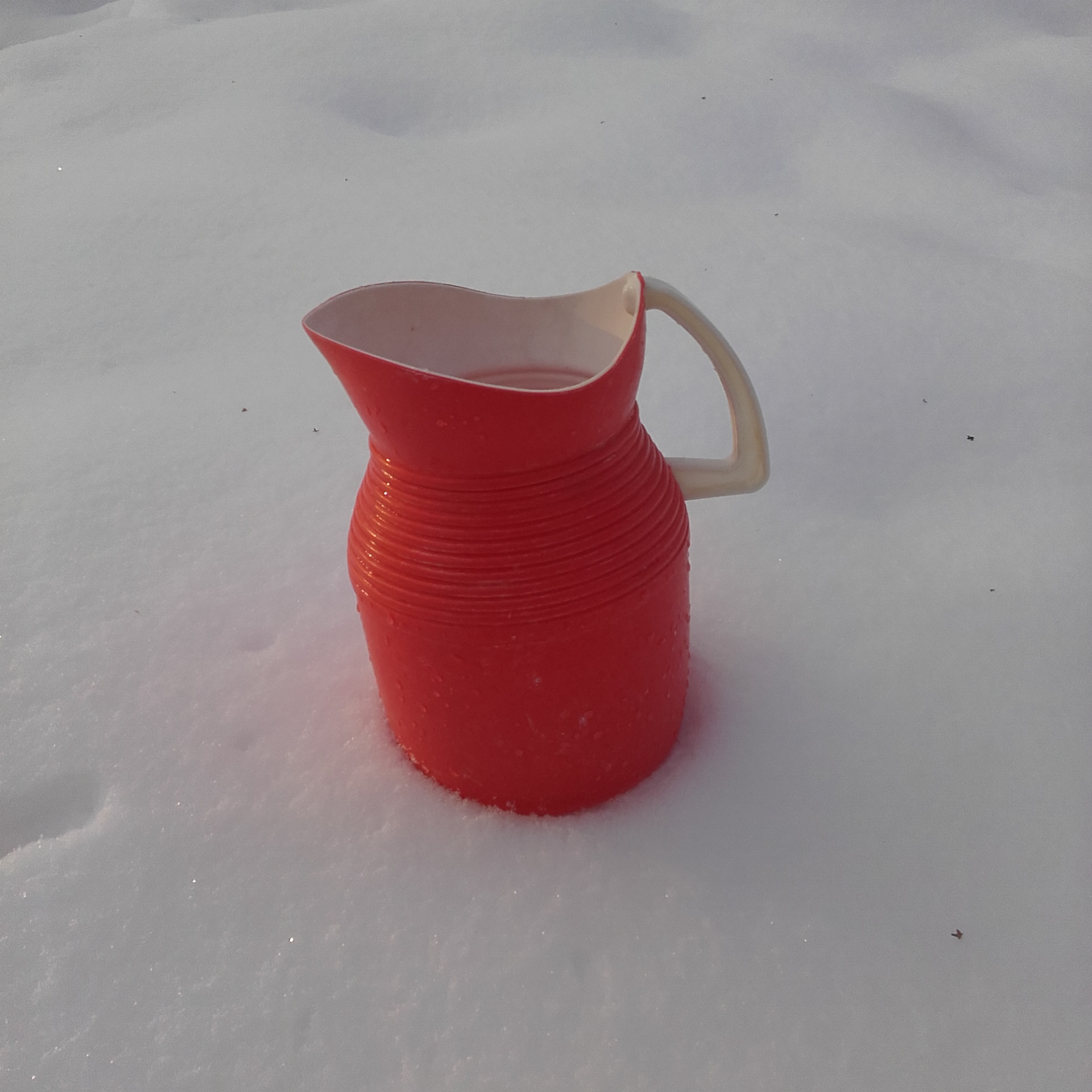
Пластиковий глек
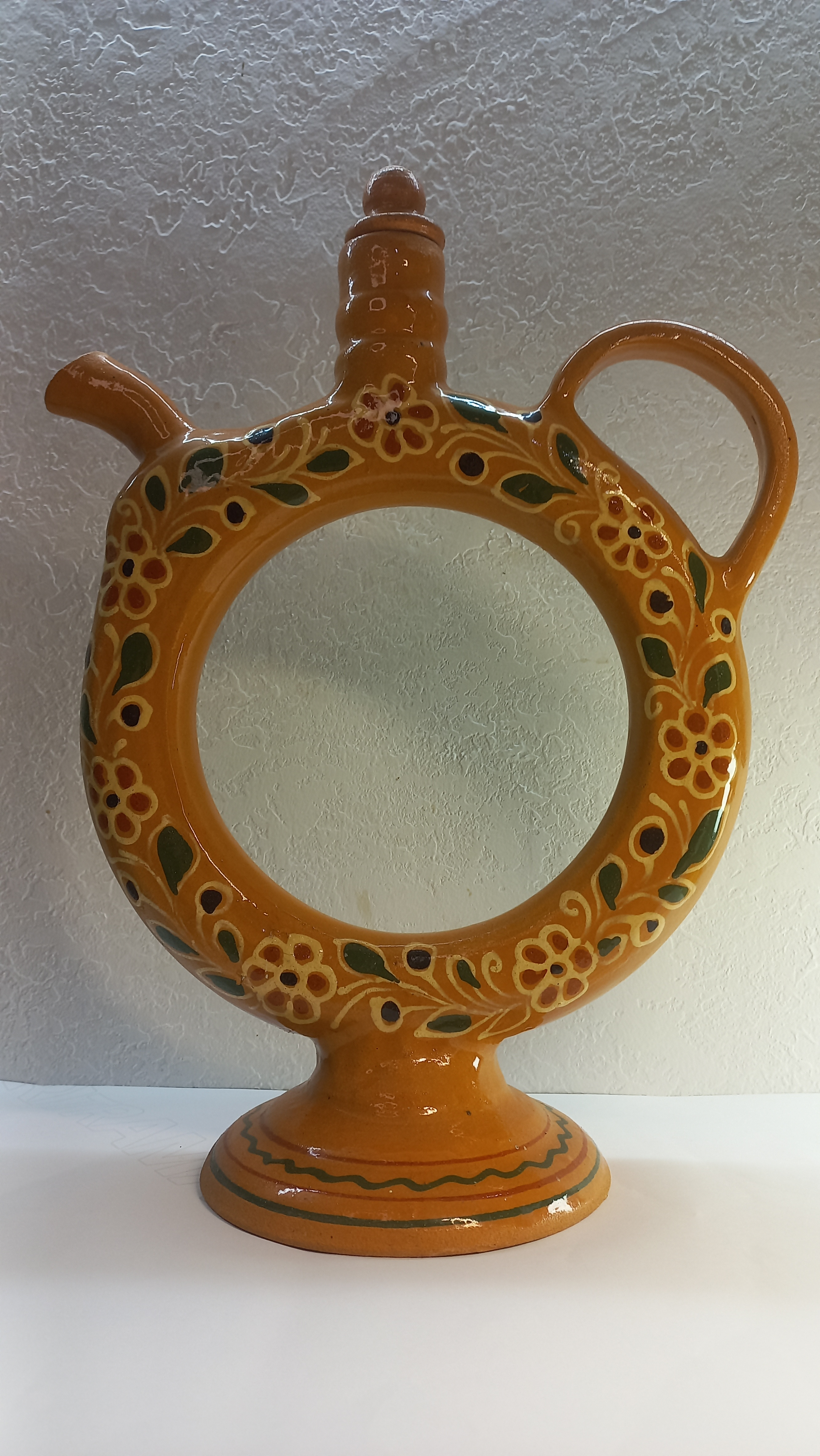
Куманець з Опішнянським Розписом
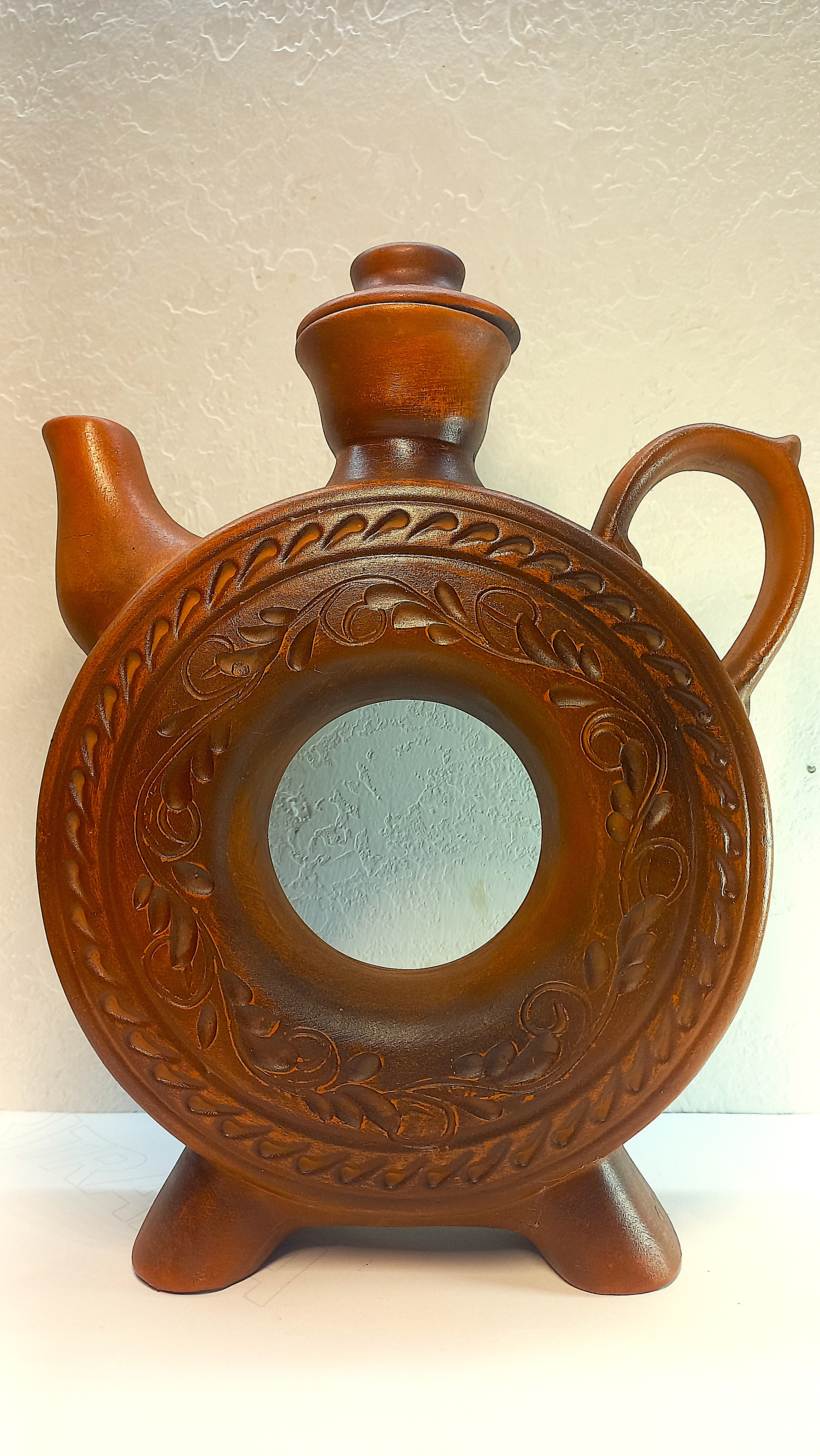
Куманець
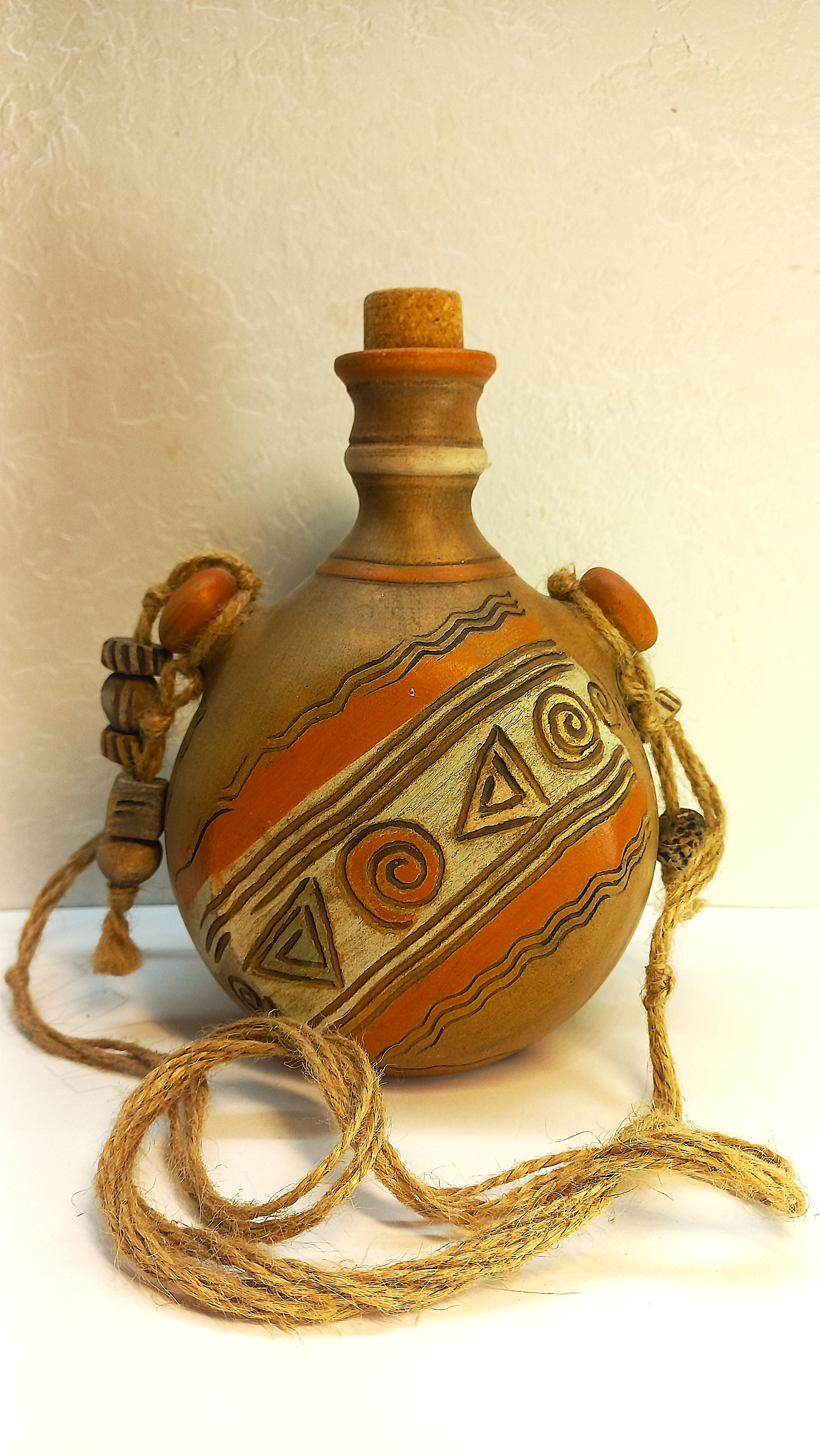
Баклага
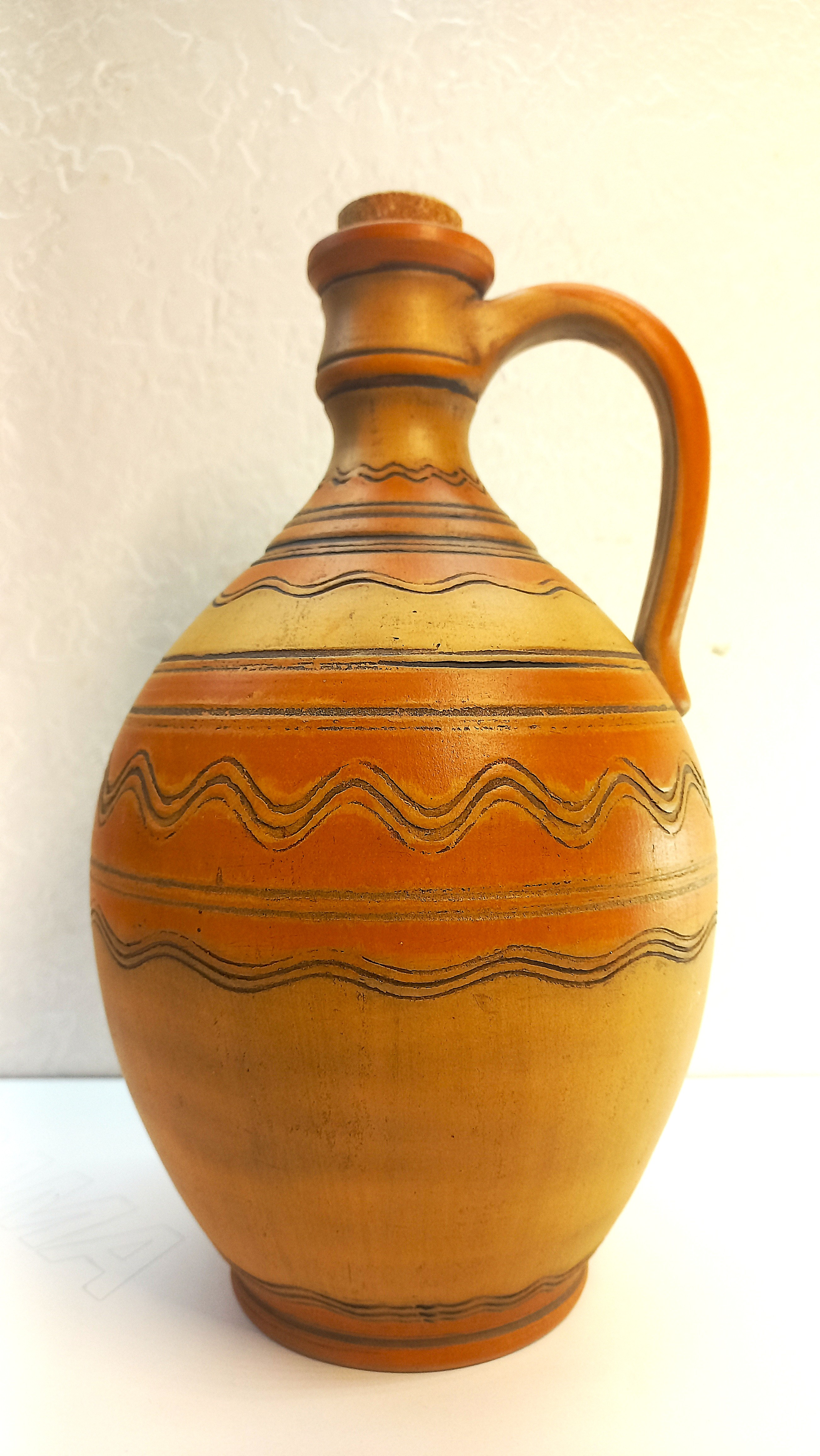
Тиківка
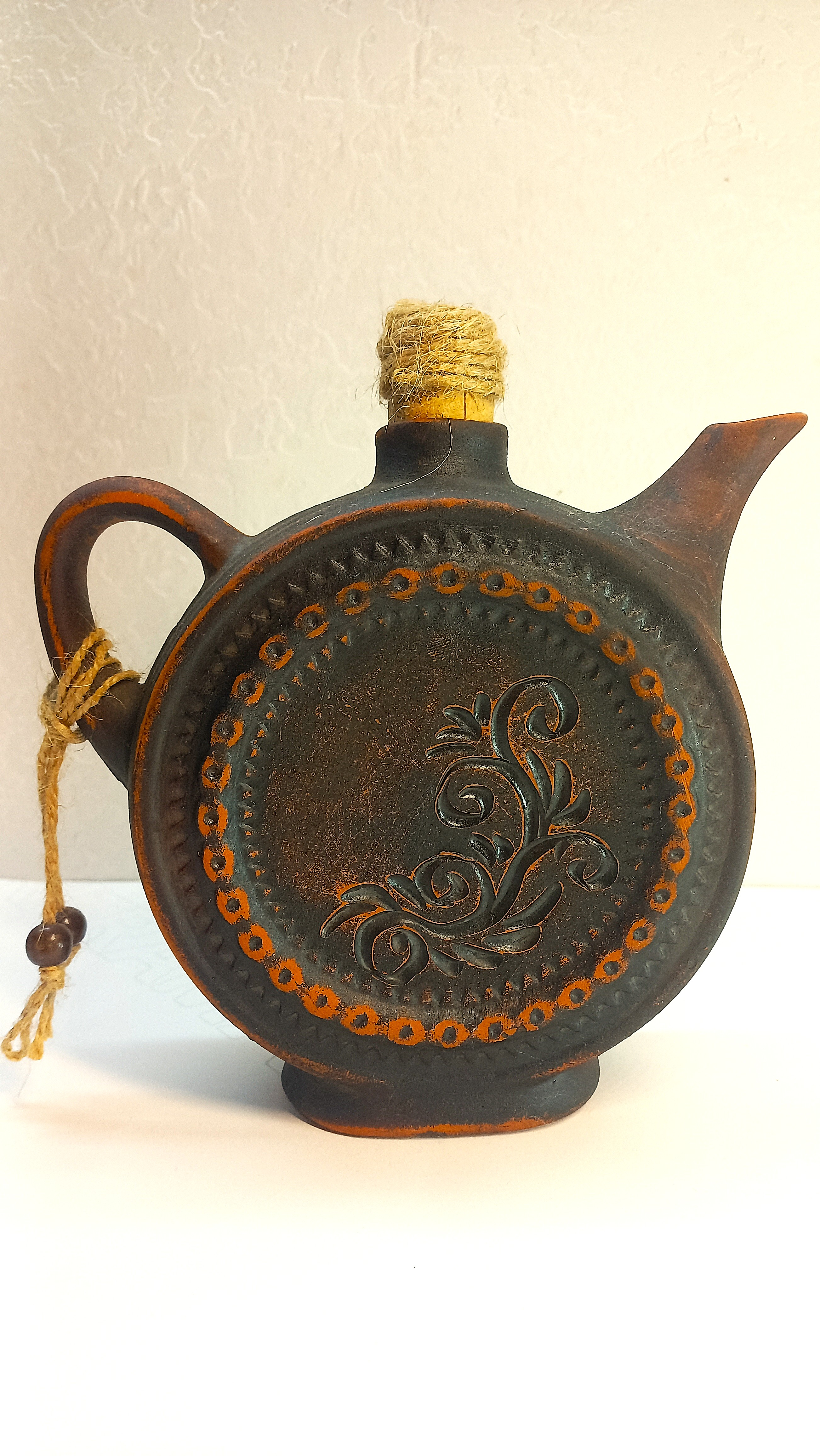
Плесканець
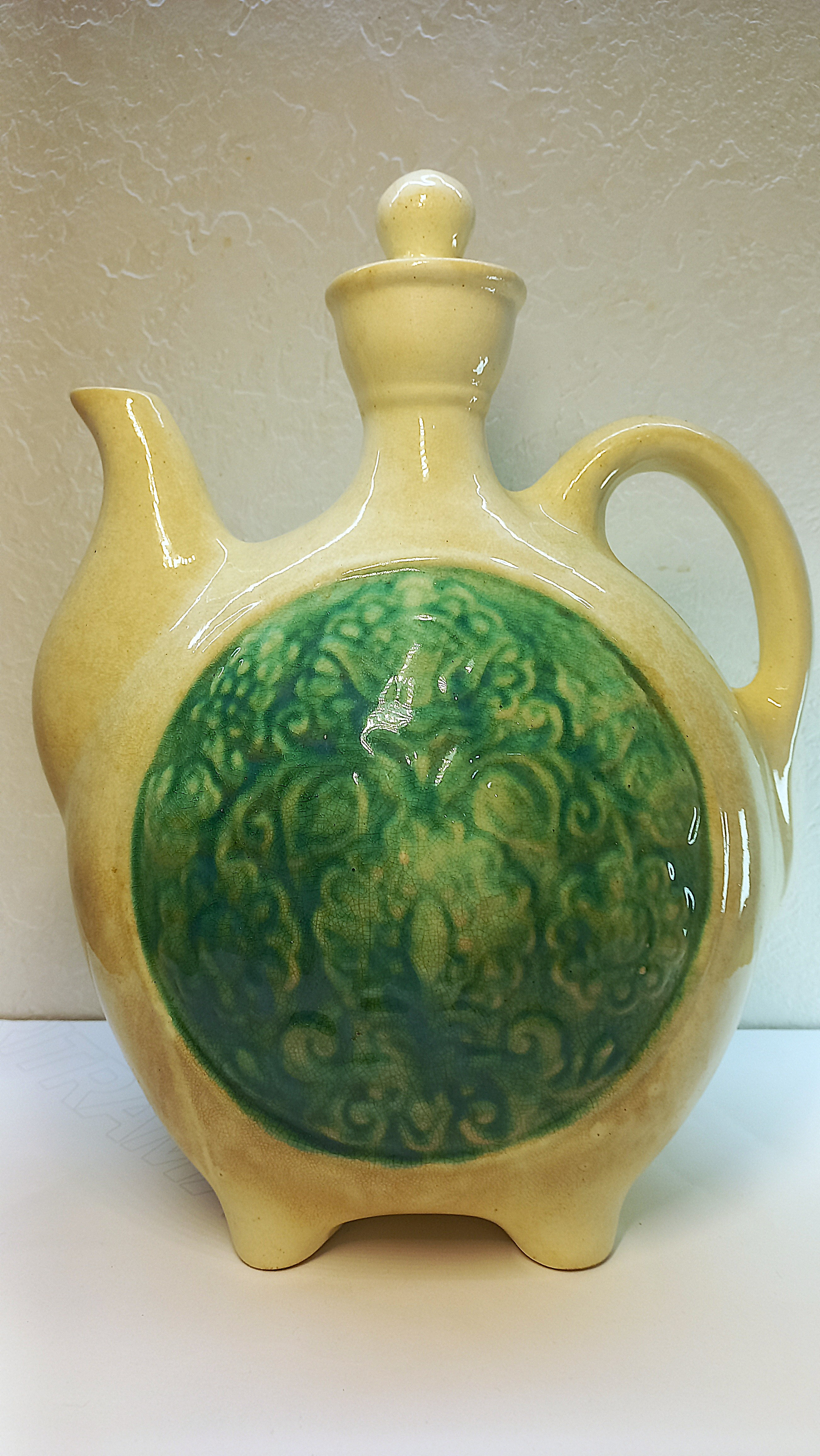
Великий Плесканець

## Інше

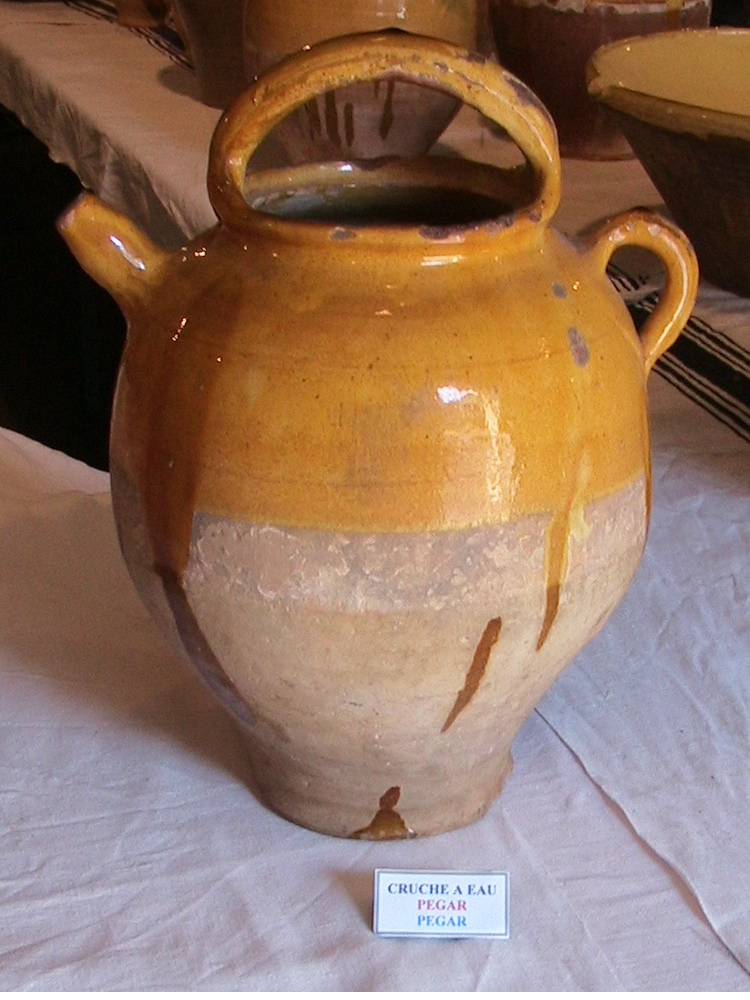
Глек для води. Країна Басків.

- Глечики — рід водяних рослин родини Лататтєві. Назва дана за схожість квіток з жовтими глечиками.
- Глек — сорт груш народної селекції[1]
- Назва «глекопар» вживалася щодо парила волосистого та чистотілу[10].

## Мовні звороти, прислів'я
- Глек розбити — посваритися[1]
- Глек брехні назбирали та й розбили